# Watson (Illinois)
Pour les articles homonymes, voir Watson.
Watson est un village du comté d'Effingham dans l'Illinois, aux États-Unis,. Il est situé au centre du comté, au sud d'Effingham. Le village est incorporé le 16 juillet 1895. Le nom du village fait référence à George Watson, un membre d'une compagnie ferroviaire.

## Démographie
Lors du recensement de 2010, le village comptait une population de 754 habitants. Elle est estimée, en 2017, à 740 habitants.

## Source de la traduction
- (en) Cet article est partiellement ou en totalité issu de l’article de Wikipédia en anglais intitulé « Watson, Illinois » (voir la liste des auteurs).